# Вейль, Симона (политик)
Симо́на Вейль (фр. Simone Veil, урождённая Симона Анни Лилин Жакоб; 13 июля 1927, Ницца — 30 июня 2017, Париж) — французский и европейский юрист, политик и писательница. Министр здравоохранения Франции (1974—1979) и (1993—1995). Председатель (1979—1982) и депутат Европарламента (1979—1993). Член Конституционного совета Франции (1998—2007). Побыв в детстве узницей концлагерей Освенцим и Берген-Бельзен, Симона Вейль была председателем (2001—2007) и членом Фонда памяти Холокоста (2001—2017). Член Французской академии (2009—2017).

## Биография
Симона Жакоб родилась в светской еврейской семье.
Училась в лицее в Ницце, который окончила в 1944 году.
30 марта 1944 года в 16-летнем возрасте Симона Жакоб арестована гестапо в Ницце, вместе с сестрой Мадлен и матерью Ивонн заключена в концлагерь Дранси, затем они депортированы в Германию, содержались в Освенициме. Из Освенцима их при приближении советских войск перевели в Берген-Бельзен, где 15 марта 1945 года умерла от тифа мать (отец Симоны и брат Жан пропали без вести в Литве).
По возвращении во Францию окончила юридический факультет Парижского университета. Лиценциат юридических наук, выпускница Института политических исследований в Париже.
- 1957—1959 годы — атташе при министерстве юстиции.
- 1959—1970 годы — заместитель начальника департамента Министерства юстиции Франции.
- 1968—1969 годы — технический советник кабинета Рене Плевена (Хранителя печати).
- С 1970 года — генеральный секретарь Высшего совета магистратуры.
- С 1972 года — директор ORTF (Управление радиовещания и телевидения Франции).
- 1974—1976 годы — министр здравоохранения Франции.
- С 1977 года — председатель Информационного Совета по ядерной энергии.
- 1976—1979 годы — министр здравоохранения, ответственный за социальное обеспечение.
- 1979−1993 годы — депутат Европейского парламента.
- 1979—1982 годы — председатель Европейского парламента.
- 1982—1984 годы — председатель Юридического комитета Европейского парламента.
- 1984—1989 годы — председатель группы либеральных демократов и реформаторов Европейского парламента.
- В 1987 году — президент Французской комитета по проведению Европейского года окружающей среды.
- В 1988 году — президент Европейского комитета по проведению года Европейского кино и телевидения.
- 1993—1995 годы — государственный министр, министр социальных дел, здравоохранения и городов Франции.
- 1997—1998 годы — председатель Высшего совета по делам интеграции.
- 1998—2007 годы — член Конституционного Совета Франции.
- С 2003 года — член Руководящего комитета Целевого фонда для потерпевших, созданного в соответствии с решением Международного уголовного суда.

В 2001—2007 годах — Вейль была первым председателем Фонда памяти Холокоста, затем до самой смерти — почётным председателем.
31 декабря 2007 года вышла автобиографическая книга Симоны Вейль, озаглавленная «Жизнь» (фр. Une vie). Книга была продана в количестве 555 000 экземпляров, переведена на пятнадцать языков и получила премию «Зелёный лавр» за 2009 год. 9 октября 2009 года по приглашению Мориса Дрюона и Франсуа Жакоба Вейль выставила свою кандидатуру на вступление во Французскую академию. 20 ноября 2008 года она была избрана в первом же туре 22 голосами «за» при 5 воздержавшимися и 2 «против» (13-е кресло Пьера Мессмера).
С 11 января 2008 года по поручению президента Николя Саркози занималась подготовкой новой преамбулы для Конституции Франции, в которой говорится о том, что национальная идентичность не может строиться на этнических принципах, однако это предложение не нашло поддержки. Согласно проведённому в начале 2010 года опросу, Симона Вейль была названа респондентами самой уважаемой женщиной Франции. После смерти в апреле 2013 года её мужа Антуана, Симона Вейль удалилась от публичной жизни.
Симона Вейль скончалась 30 июня 2017 года у себя дома, в парижской квартире, немного не дожив до своего 90-летия. В тот же день многочисленные политики и общественные деятели независимо друг от друга стали обращаться к президенту Франции Эмманюэлю Макрону с предложением захоронить прах Симоны Вейль в Парижском пантеоне. Одновременно в интернете были запущены две петиции за захоронение Вейль в Пантеоне — за сутки одна из них набрала 120 тысяч, а другая — 110 тысяч подписей. 5 июля президент Эмманюэль Макрон выступил с речью, сообщив о том, что с родственниками Вейль была достигнута договорённость о её захоронении в Пантеоне и о перезахоронении вместе с ней праха её супруга.
Таким образом, 1 июля 2018 года Симона Вейль стала пятой женщиной, захороненой в месте упокоения тех, кого Французская Республика считает своими наиболее заслуженными представителями.

## Государственные награды
- Великий офицер ордена Почётного легиона (1 января 2009 года)[18]
- Большой крест ордена Почётного легиона (13 июля 2012 года)[19]
- Кавалер Национального ордена «За заслуги»
- Офицер ордена Британской империи

## Почётные учёные степени
- Почётный доктор Принстонского университета (США, 1975 год)
- Почётный доктор Института Вейцмана (Израиль, 1976 год)
- Почётный доктор Кембриджского университета (Великобритания, 1980 год)
- Почётный доктор Йельского университета (США, 1980 год)
- Почётный доктор Джорджтаунского университета (США, 1981 год)
- Почётный доктор Урбинского университета (Италия, 1981 год)
- Почётный доктор Брюссельского свободного университета (Нидерланды, 1984 год)
- Почётный доктор университета Глазго (Великобритания, 1995 год)
- Почётный доктор Пенсильванского университета (США, 1997)
- Почётный доктор Монреальского университета (Канада, 2007 год)
- Почётный доктор Университета Нетании (Израиль, 2008 год)

## Премии и иные награды
- Премия Афины Фонда Онассиса (1980 год)
- Премия Карла Великого (1981 год)
- Премия Фонда Элеанор и Франклина Рузвельтов (1984 год)
- Премия Трумэна за мир (Иерусалим, 1991 год)
- Золотая медаль B’Nai B’rith (Вашингтон, 1993 год)
- Золотая медаль ассоциации Штреземана (Майнц, 1993)
- Золотая медаль «Здоровье для всех» Всемирной организации здравоохранения (1997 год)
- Премия Принца Астурийского (2005 год)
- Премия Великого Века Лорана Перрие (2005 год)

## Художественные фильмы
- 2014 — Закон / La loi, le combat d’une femme pour toutes les femmes (реж. Кристиан Фор / Christian Faure), в гл. роли Эммануэль Дево / Emmanuelle Devos

## Документальные фильмы
- 2014 — Симона Вейль. Жизнь в борьбе / Simone Veil, l’instinct de vie (реж. Лоран Делауз / Laurent Delahouse, Сара Бриан / Sarah Briand)